# Porphyromma
Porphyromma är ett släkte av insekter. Porphyromma ingår i familjen vårtbitare.
Kladogram enligt Catalogue of Life:
| Porphyromma | \| \| Porphyromma salesopolense \| \| \| \| \| \| Porphyromma speciosa \| \| \| \| \| \| Porphyromma viridifolia \| \| \| \| |
|             | \| \| Porphyromma salesopolense \| \| \| \| \| \| Porphyromma speciosa \| \| \| \| \| \| Porphyromma viridifolia \| \| \| \| |
|             | Porphyromma salesopolense |
|             | |
|             | Porphyromma speciosa |
|             | |
|             | Porphyromma viridifolia |
|             | |

## Bildgalleri

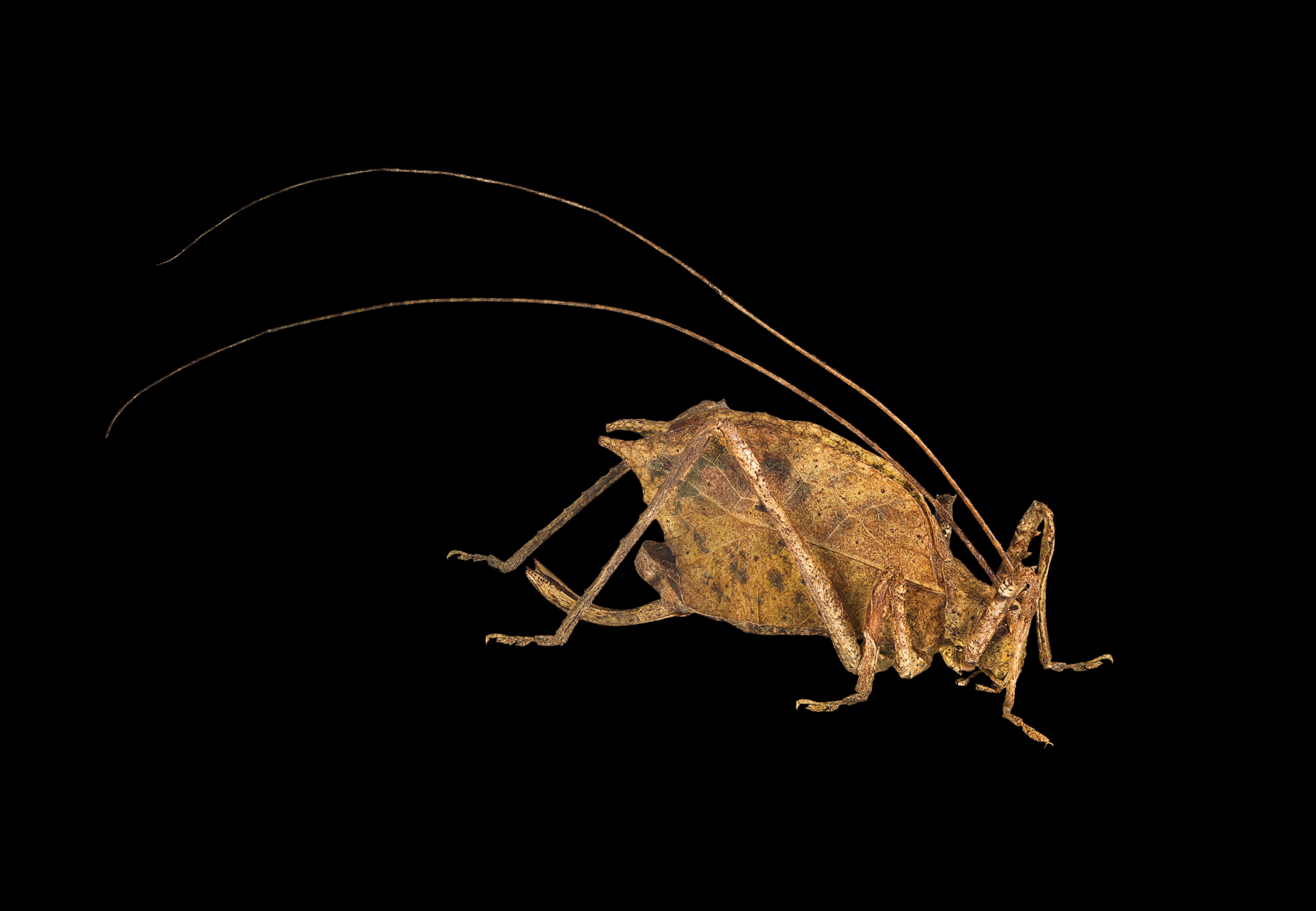
Porphyromma speciosa
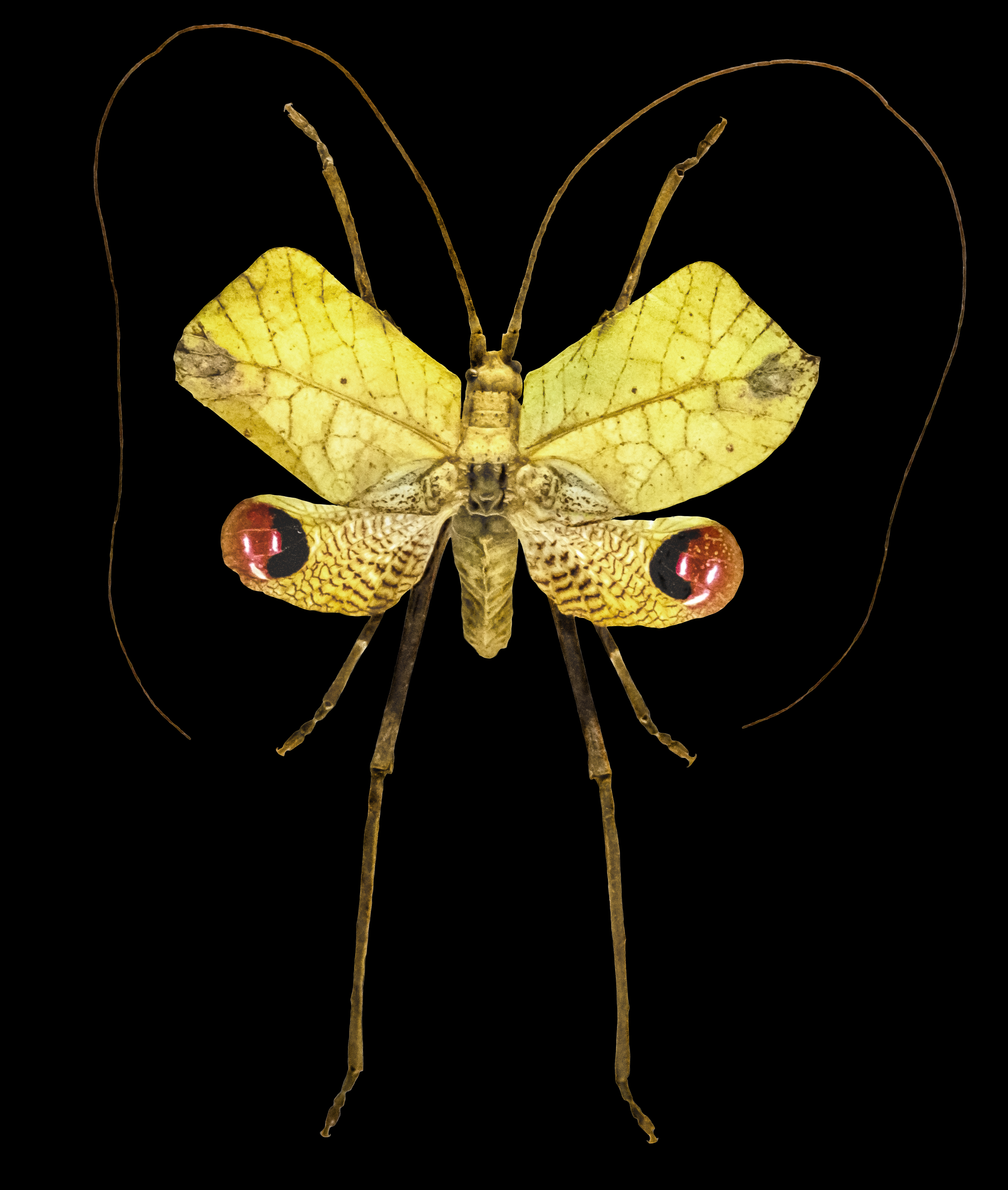
Porphyromma viridifolia